# Сантарканджело-ді-Романья
Сантарканджело-ді-Романья (італ. Santarcangelo di Romagna) — муніципалітет в Італії, у регіоні Емілія-Романья, провінція Ріміні.
Сантарканджело-ді-Романья розташоване на відстані близько 250 км на північ від Рима, 100 км на південний схід від Болоньї, 10 км на захід від Ріміні.
Населення — 21 899 осіб (2014).
Щорічний фестиваль відбувається 11 листопада. Покровитель — святий Архангел Михаїл.

## Демографія
Населення за роками:

Станом на 1 січня 2023 року в муніципалітеті офіційно проживали 1892 іноземці з 74 країн, серед них 293 громадяни країн Євросоюзу та 208 громадян України.

## Сусідні муніципалітети
- Боргі
- Веруккьо
- Лонджано
- Поджо-Торріана
- Ріміні
- Савіньяно-суль-Рубіконе
- Сан-Мауро-Пасколі

## Персоналії
- Тоніно Гуерра (1920—2012) італійський поет, письменник та сценарист
- Паоло Карліні (1922—1979) — італійський актор театру і кіно.